# Benedikt Sőlőši
Benedikt Sőlőši o Szőllősi (Rybník, 21 marzo 1609 – Kláštor pod Znievom, 10 o 15 dicembre 1656) è stato un poeta e gesuita slovacco.
È noto soprattutto per essere compilatore della raccolta di canti Cantus catholici, stampata a Levoča nel 1655.

## Biografia
Dal 1623 al 1630 studiò presso i gesuiti di Trnava, nel 1630 entrò nella Compagnia. Proseguì gli studi dal 1634 al 1636 all'università di Vienna, dove studiò logica, fisica e metafisica, dal 1638 al 1639, tornato a Trnava,  studiò casuistica e teologia morale e nel 1639 fu ordinato sacerdote. Operò come sacerdote, predicatore delle missioni e insegnante in diversi città slovacche: Trnava, Košice, Kláštor pod Znievom, Spišská Kapitula, ma anche nella Rutenia subcarpatica a Užhorod e in Ungheria a Szendrő.

## Attività
Come supporto alla sua predicazione compilò una raccolta di canti cattolici. La prima raccolta comprendeva canti in latino e in ungherese e fu stampata a Levoča nel 1651 con il titolo Cantus catholici.
Tuttavia, è ricordato soprattutto per l'edizione di una raccolta di canti uscita nel 1655 con lo stesso titolo Cantus catholici, che comprende 227 canti in slovacco occidentale (oltre a 66 canti in latino e uno bilingue). Questa raccolta è il primo canzonale a contenere canzoni in slovacco, usate anche durante la liturgia. L'autore nell'introduzione alla sua opera spiega l'origine dei canti, loda la religiosità e l'amore per il canto del suo popolo e ricorda l'attività missionaria dei santi Cirillo e Metodio presso gli Slavi, da cui fa discendere il loro diritto di servirsi della propria lingua anche per la liturgia. Queste considerazioni forniranno la base per la tesi storiografica della continuità della tradizione cirillometodiana in Slovacchia.

## Opere
- 1651 - Cantus catholici (latino e ungherese)
- 1655 – Cantus catholici (latino e slovacco)